# Dekanat paryski południowo-zachodni
Dekanat paryski południowo-zachodni – jeden z 13 dekanatów Arcybiskupstwa Zachodnioeuropejskich Parafii Tradycji Rosyjskiej Patriarchatu Moskiewskiego. Dziekanem jest ks. Nicolas Cernokrak.

## Parafie
W skład dekanatu wchodzą 4 parafie:
- Parafia Ikony Matki Bożej „Władająca” i św. Sylwana w Chaville
- Parafia św. Serafina z Sarowa i Opieki Matki Bożej w Paryżu
- Parafia Wprowadzenia Matki Bożej do Świątyni w Paryżu
- Parafia Zaśnięcia Matki Bożej w Sainte-Geneviève-des-Bois

Na terenie dekanatu znajduje się też męski skit Kazańskiej Ikony Matki Bożej w Moisenay.